# 고객 지원
고객 지원 또는 커스터머 서포트(customer support)는 고객이 제품을 비용 효율적이고 올바르게 사용할 수 있도록 지원하는 다양한 서비스이다. 제품의 계획, 설치, 교육, 문제 해결, 유지 관리, 업그레이드 및 폐기에 대한 지원이 포함된다. 휴대폰, 텔레비전, 컴퓨터, 소프트웨어 제품 또는 기타 전자 또는 기계 제품과 같은 기술 제품의 경우 기술 지원이라고 한다.
고객에게 즉각적인 답변이 필요하지 않은 경우, 전화와 이메일은 웹 기반 지원을 제공하는 주요 수단이다. 저렴하고, 방해받지 않으며, 언제 어디서나 접속할 수 있다는 것은 이메일 기반 커뮤니케이션의 장점 중 일부이다. 티켓팅 시스템과 CRM 애플리케이션은 특정 고객과의 일련의 후속 연락을 추적하는 데 도움이 된다. 이메일 응답 관리를 통해 제공되는 서비스로는 클레임 처리, 여론 조사/미디어 분석, 구독 서비스, 문제 해결, 불만 등록 등이 있다.

## 같이 보기
- 자동화
- 고객 서비스
- 채팅
- 기술 지원